# Диселенид трициркония
Диселенид трициркония — бинарное неорганическое соединение
циркония и селена
с формулой Zr3Se2,
кристаллы.

## Получение
- Нагревание стехиометрических количеств чистых веществ:

{\displaystyle {\mathsf {3Zr+2Se\ {\xrightarrow {T}}\ Zr_{3}Se_{2}}}}

## Физические свойства
Диселенид трициркония образует кристаллы
гексагональной сингонии, пространственная группа P 6m2, параметры ячейки a = 0,3546 нм, c = 0,3614 нм, Z = 1/3,
структура типа карбида вольфрама WC
.